# دانشکده مطالعات بازرگانی پاریس
دانشکده مطالعات بازرگانی پاریس (فرانسوی: École des hautes études commerciales de Paris‎) یک دانشکده بازرگانی در پاریس و یکی از برجسته‌ترین و شناخته‌شده‌ترین دانشکده‌های فرانسه است.

## تاریخچه
- دانشکده مطالعات بازرگانی پاریس در سال ۱۸۸۱ تاسیس شد.

- این موسسه آموزش عالی فرانسه با قدمت ۱۳۹ ساله دارای سیاست پذیرش انتخابی براساس آزمون‌های ورودی است.

## امکانات و خدمات
HEC همچنین چندین امکان و خدمات دانشگاهی و غیرآکادمیک از جمله کتابخانه ، امکانات ورزشی ، کمک های مالی و / یا بورسیه تحصیلی ، تحصیل در خارج از کشور و برنامه های تبادل و همچنین خدمات اداری به دانشجویان ارائه می دهد.

## پردیس‌های دانشکده
این دانشکده، دارای پردیس شعبه ای در پاریس و دوحه است.